# دميترو نازارينكو
دميترو نازارينكو (بالأوكرانية: Назаренко Дмитро Миколайович)‏ هو لاعب كرة قدم أوكراني في مركز الدفاع، ولد في 14 سبتمبر 1987 في دونيتسك في أوكرانيا. شارك مع منتخب أوكرانيا تحت 19 سنة لكرة القدم. أما مع النوادي، فقد لعب مع ميتالورغ دونيتسك ونادي أوليكساندريا ونادي بانانتس.

## وصلات خارجية
- دميترو نازارينكو على موقع اتحاد أوكرانيا (الإنجليزية)
- دميترو نازارينكو على موقع قاعدة بيانات كرة القدم.إي يو (الإنجليزية)
- دميترو نازارينكو على موقع Soccerway.com (الإنجليزية)
- دميترو نازارينكو على موقع عالم كرة القدم.نت (الإنجليزية)